# Sắc màu đam mê
Sắc màu đam mê (Tên gốc tiếng Tây Ban Nha: El color de la pasión) là một bộ phim thuộc thể loại telenovela của Mexico do Roberto Gómez Fernández sản xuất cho đài truyền hình Televisa. Bộ phim được biên kịch bởi Cuauhtémoc Blanco, người đã viết các bộ telenovela khác như Mi pecado, Cadenas de amargura, và El manantial.
Cốt truyện xoay quanh Rebeca, một người phụ nữ luôn căm ghét chị gái mình là Adriana vì có được tất cả mọi thứ, kể cả người đàn ông mà Rebecca yêu. Rebeca giết chị gái của mình để kết hôn với người đàn ông đó và trở thành mẹ kế của con gái Adriana là Lucia. Nora, em gái cùng cha khác mẹ của Lucia và là con gái Rebecca thì lại thù hận Lucia vì những lý do tương tự Rebecca thù hận Adriana, và một lần nữa lịch sử của bi kịch đã lặp lại.
Bộ phim có sự tham gia của Erick Elias trong vai Marcelo, Esmeralda Pimentel trong vai Lucía, Claudia Ramírez trong vai Rebeca, René Strickler trong vai Alonso, Eugenia Cauduro trong vai Magdalena và Ariadne Díaz trong vai Adriana.

## Tóm tắt cốt truyện

### Giai đoạn thứ nhất
Bộ phim có nội dung xoay quanh về 3 chị em gái nhà Murillo là Adriana, Magdalena và Rebecca. Trong đó, người chị cả là Adriana kết hôn với với Alonso Gaxiola, một ông chủ của một xưởng gốm lớn ở Puebla. Sau khi mẹ mất, cô đưa hai người em gái của mình là Magdalena và Rebecca về sống chung. Adriana và Alonso có một cuộc hôn nhân mặn nồng, tất cả mọi thứ gần như hoàn hảo. Nhưng Adriana đã không nhận ra rằng Rebeca đã thầm yêu Alonso từ lâu, và Rebeca là một người phụ nữ có tính hay ghen tị, nhưng cô ta đủ thông minh để đánh lừa tất cả mọi người cho thấy mình là một “thiên thần thật sự” còn người chị gái Magdalena mới là người xấu tính và có một dã tâm ác độc.
Sự ghen ghét, ganh tị của Rebeca với Adriana ngày một lớn và điều đó càng mãnh liệt hơn khi cô biết tin chị gái Adriana mang thai và chiếm trọn được tình yêu của Alonso. Còn người chị hai Magdalena phải trải qua một bi kịch lớn khi người chồng sắp cưới của cô bỏ đi ngay trong ngày cưới của họ. Một điều tất yếu, đằng sau bi kịch là do Rebeca gây nên. Quá đau buồn, Magdalena đã chuyển đến sống ở một thành phố khác.
Sau khi Magdalena đi khỏi đây, trong nhà chỉ còn Rebeca và vợ chồng Adriana. Trong một lần Alonso đi công tác nước ngoài để đàm phán hợp đồng xuất khẩu mới, một điều vô cùng tồi tệ đã xảy ra với gia đình làm thay đổi cuộc sống giữa anh và Adriana. Rebeca và Adriana trong lúc xảy ra cãi vã đã xảy ra xô xát. Adriana rơi từ tầng 2 xuống và ngã vào chiếc bàn kính khi lan can bị gẫy. Trong giây phút sinh tử, chỉ người con gái bé bỏng Lucia là cứu thoát được. Sau khi trở về và nhận được tin dữ, Alonso đã vô cùng đau đớn, anh đã không nhận người con gái của mình vì cho rằng đứa trẻ chính là nguyên nhân dẫn đến cái chết của người vợ. Rebeca nhân cơ hội này đã tận dụng thực hiện những âm mưu của mình và thành công kết hôn với Alonso.

### Giai đoạn thứ hai
Đã 24 năm sau kể từ bi kịch cái chết của Adriana, Rebeca đã là vợ của Alonso và là mẹ kế của Lucia. Nora là con của Rebeca và Alonso, chính là phiên bản thứ hai của Rebeca về tính cách và sự thâm hiểm, một cô gái luôn ganh tị, ích kỷ và muốn chiếm đoạt mọi thứ từ người chị cùng cha khác mẹ.
Trong thâm tâm, Rebeca luôn ghét cay ghét đắng Lucia, vì cô là bằng chứng sống của tình yêu tuyệt vời giữa người chị gái Adriana và Alonso. Rebeca luôn phải sống trong sự tuyệt vọng vì bà biết rằng mình sẽ không bao giờ có được tình yêu của Alonso một cách trọn vẹn. Thất vọng về điều này, bà đã bắt đầu sống phóng túng và buông thả với vô số người, nhưng ngoại tình chỉ càng làm cho Rebeca thêm cô đơn. Trong số những người tình của Rebeca có Valdivia Federico Fuentes, một chàng trai trẻ hơn nhiều so với bà, và anh đã tự tử trước mặt Rebeca sau khi bà đòi chia tay với anh ta. Gây ra cái chết cho Federico nhưng Rebeca vẫn sống bình thản như không có chuyện gì xảy ra và không chú ý đề phòng sự trả thù của gia đình nhà Federico, đặc biệt là người em trai Marcelo Escalante, một người luôn tìm mọi cách để tìm ra chân tướng của cái chết của anh trai mình.
Lucia, bây giờ đã là một cô gái trưởng thành xinh đẹp, ngọt ngào và tốt bụng. Cô sắp kết hôn với Rodrigo Zuniga, bạn trai lâu năm của mình, nhưng cô không thể tưởng tượng được rằng em gái Nora luôn chầu chực để phá hủy hạnh phúc của mình. Nora cố tình gian díu với Rodrigo và gây áp lực cho anh ngay tại lễ cưới với Lucia. Kết cục Lucia đã phải tan nát cõi lòng trốn chạy khỏi nhà thờ.
Marcelo đến Puebla để trả thù người phụ nữ đã khiến anh trai của mình tự tử. Tuy nhiên chờ đón anh là sự ngạc nhiên khi biết rằng người phụ nữ anh tìm kiếm, Adriana Murillo đã qua đời cách đây 24 năm. Vì vậy Marcelo đã cố tình tiếp cận với gia đình nhà Gaxiola Murillo vì anh biết từ đây sẽ lần ra những manh mối quan trọng về cái chết của anh trai. Trong quá trình bí mật trả thù, anh đã yêu Lucia. Ban đầu cô đã từ chối nhưng dần đã chấp nhận tình yêu của anh. Mối tình của họ phải trải qua nhiều thử thách nhưng họ đã chiến đấu cùng nhau và vượt qua mọi trở ngại, đặc biệt là từ mẹ con Rebeca và Nora.

## Diễn viên
| - Erick Elias vai Marcelo Escalante - Esmeralda Pimentel vai Lucía Gaxiola Murillo - Claudia Ramírez vai Rebeca Murillo de Gaxiola - René Strickler vai Alonso Gaxiola - Eugenia Cauduro vai Magdalena Murillo - Ariadne Díaz vai Adriana Murillo de Gaxiola | - Luis Gatica vai Ricardo Márquez - Javier Jattin vai Román Andrade - Harold Azuara vai Benito Rosales - Roberto Blandón vai Alfredo Suárez - Erwin Veytia vai Juárez - Nuria Bages vai Aída - Luis Fernando Peña vai Ruperto - Alfonso Dosal vai Féderico Valdivia Fuentes - Michelle Renaud vai Rebeca Murillo trẻ - Ana Isabel Torre vai Magdalena Murillo trẻ - Horacio Pancheri vai Alonso Gaxiola trẻ - Rodrigo Massa vai Amador Zúñiga trẻ - Fernanda Arozqueta vai Brígida de Zúñiga trẻ - Claudio Roca vai Mario Hernández trẻ - Ramón Valera vai Ricardo Márquez trẻ - Nuria Gil vai Clara Rosales trẻ |

## Sản xuất
Bộ phim bắt đầu được sản xuất ở Puebla vào ngày 4 tháng 2 năm 2014. Ban đầu, bộ phim chỉ có các diễn viên sau đồng ý tham gia: Erick Elías, Esmeralda Pimentel, Eduardo España, Ariadne Díaz, Eugenia Cauduro, René Strickler và Claudia Ramírez.

### Phát triển
Để phát triển và quảng bá cho những bộ telenovela, các nhà sản xuất đã quyết định dựng phim ở Thành phố Mexico để toàn thế giới thấy những cảnh quan và danh lam thắng cảnh đẹp của địa phương tại Mexico, kể từ khi Puebla được coi là Hollywood thu nhỏ của Mexico.

## Đón nhận
Bộ phim bắt đầu công chiếu từ 17 tháng 3 năm 2014, thay thế cho phim De que te quiero, te quiero. Trong thời gian công chiếu, Sắc màu đam mê đã ghi được 15,5 điểm đánh giá. Vào ngày 31 tháng 8 năm 2014, bộ phim đã đạt 22,8 điểm trong bảng xếp hạng những tập cuối. Tại Hoa Kỳ, bộ phim được công chiếu vào ngày 6 tháng 9 năm 2016 và thu hút 1,9 triệu người xem.

## Phát sóng tại Việt Nam
Tại Việt Nam, bộ phim phát sóng trên VTV1 từ ngày 16 tháng 1 năm đến 17 tháng 5 năm 2016 vào 13 giờ hàng ngày từ thứ hai đến chủ nhật.